# Manassas (Georgia)
Manassas – miasto w Stanach Zjednoczonych, w stanie Georgia, w hrabstwie Tattnall. Jedna z najmniejszych miejscowości w całym stanie Georgia.